# Rubano
Rubano ist eine norditalienische Gemeinde (comune) mit 16.982 Einwohnern (Stand 31. Dezember 2023) in der Provinz Padua in Venetien. Die Gemeinde liegt mit ihrem Hauptort etwa 7 Kilometer westlich von Padua und etwa 25 Kilometer südöstlich von Vicenza. Östlich des Gemeindegebiets fließt die Brentella, einem Nebenfluss der Brenta.

## Verkehr
Rubano liegt selbst an der Strada Regionale 11 Padana Superiore. Der Ortsteil Bosco liegt etwas südlich der Autostrada A4 von Turin nach Triest. Ein Anschluss besteht allerdings nicht. Der nächste Bahnhof liegt in Mestrino an der Bahnstrecke von Padua nach Vicenza, die ebenfalls durch das Gemeindegebiet führt.

## Persönlichkeiten
- Massimiliano Alajmo (* 1974), Koch
- Dino Zandegù (* 1940), Radrennfahrer